# Germain Lefevre
Germain Lefevre (* 18. April 1892 in Viroinval; † 24. April 1944 in Brandenburg an der Havel) war ein belgischer römisch-katholischer Geistlicher und Märtyrer.

## Leben
André Germain Lefevre wurde 1892 als Kind einer Unternehmerfamilie in Treignes (Ortschaft der Gemeinde Viroinval) in der Provinz Namur unweit der französischen Grenze geboren. Er besuchte Schulen und Seminare in Floreffe und Namur und wurde 1916 zum Priester geweiht. Er wirkte zuerst als Vikar in Glaireuse (Dorf der Gemeinde Libin), dann als Pfarrer in Porcheresse und schließlich in Agimont (Ortsteil der Gemeinde Hastière) unweit der französischen Stadt Givet.
Pfarrer Lefevre stellte sich in den Dienst der belgischen Résistance. Am 4. Mai 1943 wurde er verhaftet. Er kam in das Gefängnis Saint-Gilles/Sint-Gillis und wurde zuerst zu dreieinhalb Jahren Zwangsarbeit verurteilt. Im Juni 1943 wurde er nach München verlegt, dann nach Berlin, wo er im Februar 1944 zum Tode verurteilt wurde. Am 24. April wurde er im Zuchthaus Brandenburg-Görden im Alter von 52 Jahren enthauptet. Er wurde in Treignes beigesetzt. Am 13. September 1945 wurde in Agimont ein Gedenkgottesdienst gefeiert.